# Piaggio P.1HH HammerHead
Le Piaggio P.1HH Hammerhead est un drone européen conçu par l'avionneur italien Piaggio et l'équipementier français Thalès pour des missions d'ISR (intelligence, surveillance et reconnaissance). Dérivé du Piaggio P.180 Avanti, il est le premier drone européen militaire volant grâce à des satellites. Seuls les Émirats arabes unis et l'Italie ont porté quelconque intérêt pour cette machine,. Cet aéronef atteint une altitude de 45 000 pieds, peut voler pendant 16h et se déplace à 395 nœuds au maximum.